# Innerstaden, Linköping

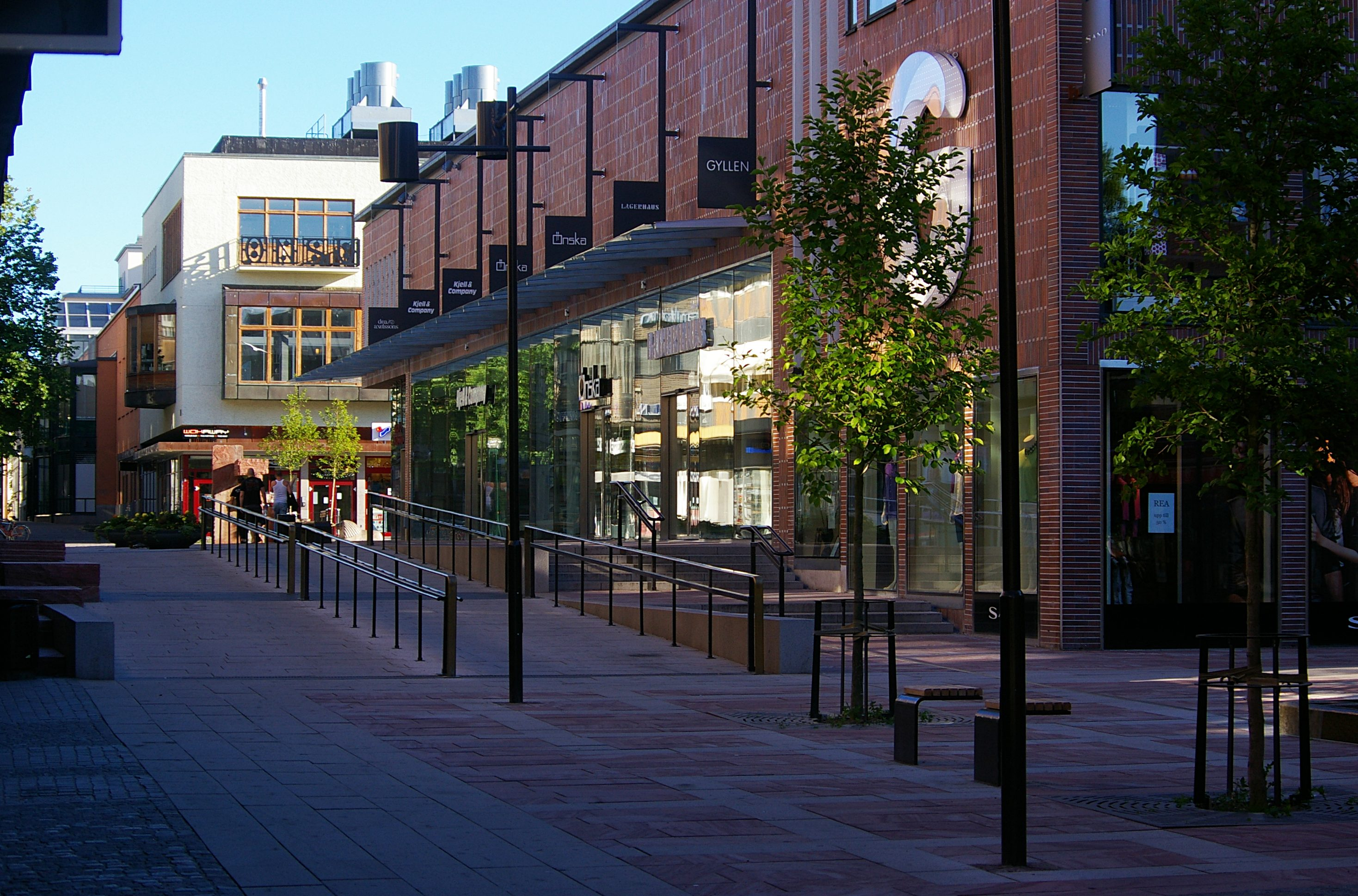
Köpgallerior och baktill Lilla torget med skulpturen "Rinnande vatten" av Gustav Kaunitz, i stadsdelen Innerstaden.

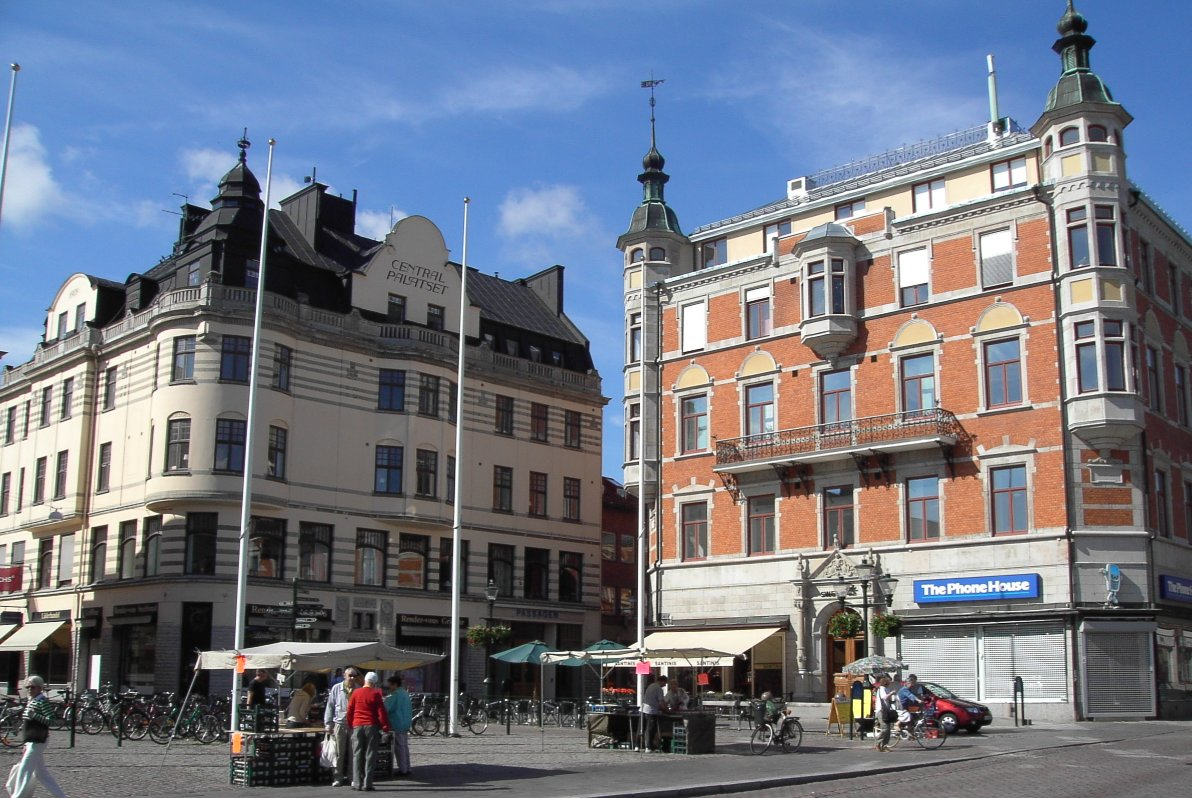
Sydvästra hörnet av Stora torget i stadsdelen Innerstaden. Till vänster Centralpalatset, till höger Jonn O. Nilsons palats.

Innerstaden är den stadsdel som innefattar stadskärnan av staden Linköping. Där finns stadens kommersiella och kulturella centrum med butiker, restauranger, barer, köpgallerior, museum, kyrkor, bibliotek, idrottsanläggningar, parker, bland annat Trädgårdsföreningen, med mera. Centralt placerat finns även Tinnerbäcksbadet, en uppvärmd, konstgjord badsjö mitt i staden. Innerstaden har grundskola, förskolor, servicehus för äldre, vårdcentraler och specialistvård.
Bostadsbebyggelsen består av nästan enbart flerfamiljshus varav runt hälften är byggda före 1960. Den 31 december 2009 bodde 10 654 personer i stadsdelen. Huvuddelen av arbetstillfällena i området finns inom handel, finans och offentlig service.
Flera byggprojekt pågår i innerstaden, bland annat byggandet av bostäder på nuvarande parkeringen vid Tinnerbäcksbadet.
Innerstaden gränsar till stadsdelarna Vasastaden, Kallerstad, Tannefors, Hejdegården, Ramshäll, Ekkällan, Östra Valla och Gottfridsberg.